# Remeliik (Boot)
Die Remeliik ist ein Patrouillenboot der Pacific-Klasse der palauischen Division of Marine Law Enforcement. Es wurde von Australien entworfen und gebaut und dem Staat Palau geschenkt, um die Überwachung der Ausschließlichen Wirtschaftszone zu gewährleisten.
Das Seerechtsübereinkommen, das 1994 in Kraft getreten war, vergrößerte die Ausschließliche Wirtschaftszone auf einen 200 km breiten Streifen rund um die Inseln. Nach Absprachen beim Pazifischen Inselforum sah sich Australien veranlasst, eine Schiffsklasse kleiner Patrouillenboote zu bauen und sie an zwölf Kleinstaaten zu verschenken, unter anderem Palau, da diese plötzlich ihr eigenes Territorium nicht mehr überwachen konnten.
Die Remeliik wurde auf eine Laufzeit von 20 Jahren ausgelegt und Australien wird sie 2019 mit einem Boot der Guardian-Klasse ersetzen.
Das Schiff ist nach dem ehemaligen Präsidenten Haruo Remeliik benannt.

## Einsätze
Im Februar 2016 war die Remeliik in der internationalen Presse, als das The New York Times Magazine einen Artikel über die Verfolgungsjagd der Remeliik und Aufbringung eines „taiwanesischen Piratenschiffs, der Shin Jyi Chyuu“ berichtete.
Im Dezember 2016 brachte die Remeliik ein Schiff auf, das nach Behördenangaben als „Mutterschiff“ für eine Schwadron kleinerer Wilderer-Boote diente. An Bord wurde auch ein „Fischsammelgerät“ (aggregation device), sowie 30 t illegal gefangene Fische entdeckt. Das Schiff hatte überhaupt keine Fischerei-Lizenz und führte auch kein Fang-Logbuch.
Im März 2018 brachte die Remeliik dann ein philipinisches Schiff auf, welches beim Wildern ertappt wurde. Bei diesem Schiff musste die Remelik dann noch die Besatzung bergen, weil das Schiff einen Motorschaden hatte.